# とっくん (YouTuber)
とっくん（1993年5月6日 - ）は、日本のYouTuberである。自身の調理過程とそれを実食する姿を『NARUTO -ナルト-』に登場するキャラクター「大蛇丸」（CV：くじら）の声真似で解説する動画「自分を大蛇丸と信じて止まない一般男性」シリーズが話題となり、初投稿後4ヶ月で登録者数50万人を突破した。Carry On所属。

## 経歴
地元である埼玉県から鹿児島県への転勤を期に時間ができたことからYouTuberの動画を見始め、その後、自身も動画を投稿するようになった。現在は福岡県在住。
2019年10月26日に投稿した焼豚を作る動画が話題となり、2020年2月18日にはマルチチャンネルネットワークのKiiiに所属したことを発表した。同年4月20日には声優の花江夏樹とのコラボ動画を投稿し話題となった。同年7月16日には動画で紹介した料理を中心に収録したレシピ本『手っ取り早くウマい酒が飲みたい!! ビールめし』をKADOKAWAより上梓した。「ネット流行語100 2020」においては、「大蛇丸の人」がノミネートし、ニコニコ生放送で行われた年間大賞2020の表彰式にコメントを寄せた。
2021年6月4日に、当時所属していたKiiiの社長であった高田樹の急な交代（解任）について、会社側から所属しているクリエイターに対しての説明が一切なかったことや、会社の対応について疑問を持ったことなどから不信感を抱き、同日付でKiiiを退所したことを動画で報告し、その後、高田が設立した株式会社Carry Onへ同年10月1日付で所属することを動画で発表した。
2021年12月4日にアーティスト兼YouTuberの女性と結婚したことをTwitterで報告し、2022年5月8日に披露宴を実施。
2023年10月19日には、2冊目のレシピ本となる「ビールめし2 ひと手間で格上げおうちごはん編」が、1冊目と同様にKADOKAWAより上梓されることが発表された。

## 人物
かつては大手の食品系企業に勤めており、帰宅後に投稿用の動画を撮影していた。また長崎県を拠点に活動しているデスコアバンド「HOTOKE」にサポートドラマーとして所属しており、ドラムを演奏している動画も投稿している。
幼少の頃から人の真似をするのが好きで、ものまねタレントのコロッケの影響を受けているとインタビューで述べている。大蛇丸の声真似は、『NARUTO』の対戦ゲームである『ナルティメットストーム』をプレイしている最中に大蛇丸の真似をしたところ弟に褒められたことをきっかけに練習をするようになった。料理は社会人になってから始め、YouTuberのかねこ（きまぐれクック）の影響を受けていると述べている。

## 料理動画
自身の調理過程とそれを実食する姿を、漫画『NARUTO』およびそれを原作とする同名アニメに登場するキャラクター「大蛇丸」の声真似で解説する動画「自分を大蛇丸と信じて止まない一般男性」シリーズを投稿している。この動画のスタイルは「大蛇丸と料理を組み合わせたら面白いかな」という自身の発想から生まれた。大蛇丸以外にも『ハリー・ポッター』シリーズの「セブルス・スネイプ」（CV：土師孝也）や、『ドラえもん』の「ジャイアン」（CV：木村昴）などの声真似もする。声真似だけでなく、動画内で「潜影蛇手」や「穢土転生」など『NARUTO』に登場する忍術の名称や、既存のネットスラングを使用するスタイルも特徴である。
動画の再生時間は2分20秒に揃えられている。これはTwitterにアップロードできる動画の最長時間に由来しており、他の動画投稿者が冒頭のみの短い動画をTwitterに、10分程度の本編をYouTubeにアップロードするスタイルであることを意識し、逆にTwitterに本編を全てアップロードするスタイルを取っている。
『日刊SPA!』においてA4studioの佐久間翔大は、独特な口調と声質を持つ悪役である大蛇丸が料理を解説するというギャップや声真似のクオリティの高さ、解説における言語センスが魅力であると評している。